# Lê Giản
Lê Giản, tên thật là Tô Gĩ (sinh ngày 2 tháng 8 năm 1913, tại thôn Xuân Cầu, xã Nghĩa Trụ, huyện Văn Giang, tỉnh Hưng Yên - mất ngày 18 tháng 10 năm 2003, tại Hà Nội), là một nhà cách mạng và chính khách Việt Nam. Ông là Phó Giám đốc Sở Liêm phóng Bắc Bộ (9/1945 đến 6/1946), Giám đốc Việt Nam Công an vụ, Tổng Giám đốc Nha Công An Việt Nam (1946 - 1952), tương đương với Bộ trưởng Bộ Công an ngày nay. Ngoài ra, ông còn từng giữ các chức vụ Vụ trưởng Vụ Trị an hành chính, Bộ Công an (1955 – 1958), Thẩm phán rồi Phó Chánh án Tòa án nhân dân tối cao (1958 – 1/6/1979). Ông được Nhà nước Việt Nam truy tặng Huân chương Hồ Chí Minh năm 2011 và Huân chương Quân Công Hạng Nhất vì những đóng góp của mình đối với đất nước.  
Sáng 10/7/2025, HĐND TP.Hà Nội đã thông qua Nghị quyết số 26/2025/NQ-HĐND về việc đặt tên, đổi tên, điều chỉnh độ dài một số đường, phố và công trình công cộng trên địa bàn thành phố Hà Nội, trong đó có tuyến phố mang tên đồng chí Lê Giản. Phố Lê Giản được đặt cho tuyến dài hơn 1km, rộng 40m, mặt đường mỗi bên 11,25m, vỉa hè mỗi bên 7,25m, dải phân cách 3m trên địa bàn phường Đại Mỗ, từ ngã tư giao đường Đại Mỗ và phố Bạch Thành Phong tại khu Biệt thự liền kề Luis City, đến ngã tư giao phố Nguyễn Văn Luyện.

## Thân thế
Theo tài liệu của dòng họ Tô, Lê Giản và các nhà cách mạng Tô Chấn, Tô Hiệu, Tô Quang Đẩu là anh em họ, cùng là hậu duệ 4 đời của Đốc học Nam Định Tô Ngọc Nữu.
Thân phụ ông, Tô Chuẩn, làm nghề thầy đồ, dạy chữ Nho và chữ Quốc ngữ cho con em các gia đình khá giả trong làng. Mẹ ông làm buôn bán nhỏ, nuôi sống gia đình. Từ nhỏ, ông được thân phụ dạy chữ Nho, chữ Quốc ngữ; đến năm ngoài 10 tuổi, ông cùng người anh em họ Tô Hiệu theo học các lớp đồng ấu, dự bị, sơ đẳng ở trường làng.
Năm 11 tuổi, mẹ mất, ông được gia đình gửi ra Hà Nội ở nhờ một người bà con buôn bán tơ lụa nuôi cho ăn học và giúp đỡ công việc vặt trong nhà. Ông lần lượt học tại các trường Hàng Vôi, Sinh Từ ở Hà Nội cho đến năm 1929, khi đã 18 tuổi, ông thôi học và đi làm thư ký giúp việc cho một nhà buôn Pháp ở Hàng Gai (Hà Nội).

## Bước đầu tham gia hoạt động cách mạng
Khi đi học ở Hà Nội, ông sớm chịu ảnh hưởng của các thành viên Việt Nam Thanh niên Cách mạng Đồng chí Hội đang hoạt động bí mật tại Bắc Kỳ. Ông tham gia vào tổ chức Học sinh đoàn và Xích vệ đoàn, những tổ chức ngoại vi của Việt Nam Thanh niên Cách mạng Đồng chí Hội, nhiều lần tham gia rải truyền đơn tại Hà Nội. Tháng 12 năm 1929, ông được kết nạp vào Đông Dương Cộng sản Đảng.
Tháng 6 năm 1930, sau khi Đông Dương Cộng sản Đảng hợp nhất vào Đảng Cộng sản Việt Nam, ông được Tô Chấn bố trí vào Sài Gòn cùng với Tô Hiệu, Tô Quang Đẩu. Bấy giờ chính quyền thực dân tại Nam Kỳ thẳng tay đàn áp các phong trào cách mạng, ông bị mất liên lạc với tổ chức nên tham gia hoạt động cho Việt Nam Quốc dân Đảng một thời gian trước khi tổ chức này bị chia rẽ và tan rã.
Năm 1931, ông xin vào làm cho một chủ tàu biển chạy tuyến Sài Gòn – Hải Phòng – Hongkong – Singapore với ý định trốn đi Pháp, đi Liên Xô hoạt động. Tuy nhiên khi vào đến Hải Phòng thì ông bị chỉ điểm nên bị thực dân Pháp bắt giam. Tuy nhiên sau thời gian dài thẩm tra, do không có chứng cứ buộc tội nên ông được thả tự do.
Sau khi được tha, ông ở lại Hải Phòng, sau đó bắt liên lạc được với tổ chức và hoạt động trong phong trào Mặt trận dân chủ, Hội Ánh sáng, Truyền bá quốc ngữ, Ái hữu tư thục... cho đến năm 1937. Thời gian này, ông nhiều lần làm việc với một lãnh đạo cũ của Việt Nam Quốc dân Đảng, nay hoạt động cho Đảng Cộng sản Đông Dương, Trần Huy Liệu, khởi đầu mối quan hệ thân tình giữa 2 người nhiều năm sau này.
Từ năm 1938 đến 1939, ông được giao nhiệm vụ phụ trách cơ quan giao thông liên lạc, ấn loát ở Hải Phòng, rồi công tác tại Thành ủy Hải Phòng. Trong thời gian này, ông nhiều lần bị mật thám Pháp bắt bớ, tra khảo, nhưng vì không có bằng chứng nên không buộc tội được.

## Bị lưu đày và trở về Tổ quốc
Tuy nhiên, đến đầu năm 1940, do cơ sở bị lộ, ông được lệnh phải di chuyển khỏi Hải Phòng trong vòng 24 giờ. Nhưng do mất liên lạc, ông chưa kịp đào thoát thì bị chính quyền thực dân bắt giam. Ông bị kết án và bị đi lưu đày ở các nhà tù Bắc Mê Hà Giang (tháng 6 năm 1940), Sơn La (tháng 11 năm 1940) và sau đó bị đưa sang lưu đày ở Madagascar vào tháng 5 năm 1941. Tàu đến Madagascar vào tháng 7 năm 1941. Cùng bị lưu đày tại Madagascar với ông có các ông Hoàng Đình Rong, Phan Bôi, Vũ Văn Địch, Nguyễn Thế Truyền. Theo hồi ký của Lê Giản, tổng cộng trước sau có 27 người Việt Nam bị lưu đày tại đây, gồm cả Hộ pháp Cao Đài Phạm Công Tắc.
Tháng 11 năm 1942, quân đội Anh chiếm lại được Madagascar từ tay chính quyền Vichy và trả tự do cho nhóm lưu đày. Ông cùng các đồng chí của mình tuyên bố nguyện vọng được tham gia chống phát xít cùng với quân Đồng Minh. Cơ quan tình báo Anh SOE tuyển mộ ông cùng 6 đồng chí nữa vào Lực lượng 136 (Force 136) và đưa sang Calcutta (Ấn Độ) huấn luyện về truyền tin, chuẩn bị tung về hoạt động ở Đông Dương, bấy giờ đang do quân Nhật kiểm soát. Ngoài Lê Giản, 6 người còn lại là Hoàng Đình Rong, Đoàn Ngọc Rê, Phan Bôi, Vũ Văn Địch, Nguyễn Văn Ngọc và Nguyễn Văn phòng.
Sau một thời gian huấn luyện, nhóm 7 người lần lượt được quân Đồng Minh thả dù vào Đông Dương thành nhiều đợt. Ông và Hoàng Đình Giong là toán đầu tiên được đưa nhảy dù vào Cao Bằng ngày 25 tháng 10 năm 1944. Toán thứ 2 gồm Phan Bôi và Đoàn Ngọc Rê, cũng đáp xuống Cao Bằng cuối tháng 11 năm 1944. Toán cuối cùng gồm Nguyễn Văn phòng, Nguyễn Văn Ngọc, Vũ Văn Địch được thả vào gần Hà Nội vào tháng 5 năm 1945. Các nhóm có nhiệm vụ bắt liên lạc với các tổ chức chống phát xít, sau đó truyền thông tin về cho bộ chỉ huy quân Đồng Minh ở Côn Minh (Trung Quốc). Cả ba nhóm sau đó đều bắt liên lạc và hoạt động cho tổ chức Việt Minh cho đến ngày Nhật Bản đầu hàng.

## Hoạt động trong ngành Công an
Sau khi đáp xuống Cao Bằng, ông cùng Hoàng Đình Rong lập tức bắt liên lạc với tổ chức Đảng Cộng sản Đông Dương và được giao nhiệm vụ tổ chức xây dựng căn cứ địa ở Việt Bắc cho đến tháng 9 năm 1945. Ông cũng chính là người được lãnh tụ Hồ Chí Minh giao nhiệm vụ xây dựng sân bay Lũng Cò vào tháng 7 năm 1945 để nhận tiếp tế từ các máy bay Mỹ thuộc OSS cho Việt Minh, cũng như phục vụ hoạt động di tản các phi công Mỹ bị quân Nhật bắn rơi.
Sau khi Cách mạng tháng 8 thành công, tháng 10 năm 1945, ông được Chính phủ Cách mạng lâm thời Việt Nam Dân chủ Cộng hòa điều động về Hà Nội và cử giữ chức vụ Phó giám đốc Sở Liêm phóng Bắc bộ (Giám đốc là Chu Đình Xương). Ngày 21 tháng 2 năm 1946, các Sở Cảnh sát và Sở Liêm phóng trên toàn quốc hợp thành Việt Nam Công an vụ, đặt dưới quyền quản lý của Bộ Nội vụ. Ngày 22/2/1946 ông Nguyễn Dương được bổ nhiệm vào chức vụ Giám đốc Việt Nam Công an Vụ.
Ngày 18 tháng 4 năm 1946, Bộ trưởng Nội vụ Huỳnh Thúc Kháng đã ký Nghị định 121-NV/NĐ, quy định tổ chức ngành Công an vụ thành 3 cấp. Theo đó, cấp trung ương gọi là Nha Công an Việt Nam, đặt dưới quyền điều khiển trực tiếp của Tổng giám đốc Việt Nam công an vụ, đồng thời cũng quy định "giúp việc cho Tổng giám đốc Việt Nam công an vụ là một Phó giám đốc". Ngày 2 tháng 5 năm 1946, Bộ trưởng Nội vụ Huỳnh Thúc Kháng ký Nghị định số 129 NV/NĐ, cử ông vào chức vụ Phó Giám đốc Việt Nam Công an Vụ, phụ tá cho Giám đốc Công an Vụ Nguyễn Dương. Chỉ 37 ngày sau, ngày 8 tháng 6 năm 1946, Chủ tịch Chính phủ Liên hiệp Kháng chiến Hồ Chí Minh đã ký Sắc lệnh số 100, chấp thuận cho ông Nguyễn Dương từ chức Giám đốc Việt Nam Công an Vụ và cử ông thay chức vụ này.
Trên cương vị đứng đầu ngành công an, ông đã hoạt động tích cực để bảo vệ chính quyền Việt Nam Dân chủ Cộng hòa non trẻ, đặc biệt với Vụ án Ôn Như Hầu nhiều tranh cãi. Khi Toàn quốc kháng chiến nổ ra, ông được giao nhiệm vụ tổ chức ATK Định Hóa, bảo vệ các cơ quan trung ương đang đóng tại đây. Ông cũng đồng thời đảm nhiệm chức vụ Khu ủy viên An toàn khu. Ngày 5 tháng 4 năm 1948, Bộ trưởng Nội vụ Phan Kế Toại ký Nghị định số 291/NĐ tổ chức lại bộ máy ngành Công an. Theo đó Nha Công an Việt Nam đổi tên thành Nha Công an Trung ương. Tên gọi Việt Nam Công an vụ và tổ chức Sở Công an Kỳ không còn sử dụng. Chức vụ của ông thay đổi từ Giám đốc Việt Nam Công an Vụ thành Giám đốc Nha Công an Trung ương.
Tháng 9 năm 1952, ông Trần Quốc Hoàn được bổ nhiệm thay ông làm Giám đốc Nha Công an. Ông được điều động tham gia công tác cải cách ruộng đất. Đến đầu năm 1955, ông được điều động trở lại ngành Công an, giữ chức Vụ trưởng Vụ Trị an hành chính, Bộ Công an kiêm Cục trưởng Cục Biên phòng (nay là Bộ Tư lệnh Bộ đội Biên phòng Việt Nam). Theo sắc lệnh 169-SL ngày 18 tháng 7 năm 1953 thì ông giữ chức vụ Giám đốc Vụ Trị an Hành chính, Bộ Công an (Phó Giám đốc là Nguyễn Tuấn Thúc).

## Hoạt động trong ngành Tòa án
Tháng 5 năm 1958, ông được phân công làm Thẩm phán, Ủy viên Ủy ban Thẩm phán Tòa án nhân dân tối cao. Tháng 9 năm 1960, ông được bổ nhiệm là Phó Chánh án Tòa án nhân dân tối cao. Ông công tác trên cương vị này đến tháng 6 năm 1979 mới nghỉ hưu.

## Những năm cuối đời
Sau khi nghỉ hưu năm 1979, ông sống cùng gia đình tại thành phố Hà Nội. Trong những năm cuối đời, ông viết nhiều bài báo và tham luận góp ý kiến với lãnh đạo nhà nước về các vấn đề chính trị, về dân chủ. Ông còn được suy cử làm Trưởng ban danh dự Ban liên lạc họ Tô Việt Nam đầu tiên.
Ông mất ngày 18 tháng 10 năm 2003, tại Hà Nội, hưởng thọ 90 tuổi.

## Vinh danh
- Huân chương Hồ Chí Minh (truy tặng 2011)
- Huân chương Kháng chiến hạng Nhất,
- Huân chương Độc lập hạng Nhất
- Huân chương Quân công hạng Nhất,

## Đời tư
Con trai cả của ông là Tô Linh. Con gái lớn của ông là Tô Hồng Thu, gả cho ông Phan Văn Xoàn, về sau là Thiếu tướng, Tư lệnh Cảnh vệ.